# Unión Internacional para el Estudio Científico de la Población
La Unión internacional para el estudio científico de la población (o IUSSP, por sus siglas en inglés) es una sociedad científica y una organización sin ánimo de lucro que reúne a especialistas en población de todo el mundo con el objetivo fundamental de promover los estudios científicos de demografía y otros asuntos relacionados con la población. 

## Historia de la IUSSP
La IUSSP (en inglés Internacional Union for the Scientific Study of Population, en francés Union Internationale pour l'Étude Scientifique de la Population) fue fundada en 1928 y reconstituida en 1947. Se considera que la IUSSP es la principal asociación profesional internacional en estudios de población. En el año 2010 contaba con alrededor de 2000 miembros de todo el mundo. El principal objetivo del IUSSP es fomentar las relaciones entre personas que trabajan en el estudio de la demografía, y estimular el interés en asuntos demográficos entre los gobiernos, las organizaciones nacionales e internacionales, organismos científicos y el público en general.

## Estatutos -Constitución
Los Estatutos (la Constitución) de la IUSSP fueron aprobados en la Asamblea General del 8 de septiembre de 1969 en Londres y han sido modificados en las asambles generales de Lieja (30 de agosto de 1973), Florencia (11 de junio de 1985), Nueva Delhi (29 de septiembre de 1989), en Montreal (30 de agosto de 1993), en Pekín (16 de octubre de 1997) y en Tours (julio de 2005).

## Presidente honorario: Massimo Livi Bacci
Massimo Livi Bacci fue, de 1973 a 1993, el secretario general y presidente de la Unión Internacional para el Estudio Científico de la Población (International Union for the Scientific Study of Population) (IUSSP), desde entonces ha sido su presidente honorario. En este puesto era responsable de organizar conferencias científicas por todo el mundo cada cuatro años: 1977 en México; 1981 en Manila; 1985 en Florencia; 1989 en Nueva Delhi; 1993 en Montreal; en 1997 colaboró en la conferencia preparatoria en Pekín.

## Actividades
La IUSSP organiza todo el mundo, conferencias regionales y especiliazidas, coordina el trabajo de los comités científicos y grupos de investigación, además de publicar libros, documentos, actas e informes y un boletín de la IUSSP.

## Conferencias Internacionales de Población
La IUSSP ha organizado las siguientes conferencias generales (International Population Conferences)
| - 1 - 1928 - París - 2 - 1931 - Londres - 3 - 1935 - Berlín - 4 - 1937 - París - 5 - 1947 - Washington - 6 - 1949 - Berna - 7 - 1951 - Nueva Delhi | - 8 - 1953 - Roma - 9 - 1954 - Roma - 10 - 1955 - Río de Janeiro - 11 - 1957 - Estocolmo - 12 - 1959 - Vienna - 13 - 1961 - Nueva York - 14 - 1963 - Ottawa | - 15 - 1965 - Belgrado - 16 - 1969 - Londres - 17 - 1973 - Lieja - 18 - 1977 - México D.F. - 19 - 1981 - Manila - 20 - 1985 - Florencia - 21 - 1989 - Nueva Delhi | - 22 - 1993 - Montreal - 23 - 1997 - Pekín - 24 - 2001 - Salvador de Bahía - 25 - 2005 - Tours - 26 - 2009 - Marrakech |

### Conferencias IUSSP conjuntas con Conferencias Mundiales de Población
- La 9.ª conferencia de IUSSP de 1954 en Roma se celebró conjuntamente con la I World Population Conference - ONU).
- La 15.ª conferencia de IUSSP de Belgrado se celebró conjuntamente con la II World Population Conference- ONU).